# تپه ائو قاباقی
تپه ائو قاباقی مربوط به عصر آهن ۳- سده‌های اولیه دوران‌های تاریخی پس از اسلام است و در شهرستان گرمی، بخش مرکزی، دهستان اجارود مرکزی، روستای عبداله کندی واقع شده و این اثر در تاریخ ۱۲ دی ۱۳۸۶ با شمارهٔ ثبت ۲۰۳۸۶ به‌عنوان یکی از آثار ملی ایران به ثبت رسیده است.